# Hell’s Ditch
Hell’s Ditch ist das fünfte Musikalbum der britischen Folk-Punk-Band The Pogues. Außerdem war es das letzte Album, das mit Shane MacGowan als Sänger aufgenommen wurde. Es erreichte in den britischen Alben-Charts den zwölften Platz.

## Geschichte
Mit Hell’s Ditch wurde die langsame Abkehr vom Irish Folk, die mit If I Should Fall from Grace with God begonnen hatte, fortgesetzt. Auf dem Album dominieren Rock, Folk-Rock und asiatische Einflüsse. Gab es auf If I Should Fall from Grace with God noch fünf Interpretationen traditioneller Kompositionen (South Australia, The Recruiting Sergeant, The Rocky Road to Dublin, The Galway Races und Worms), wurde auf Hell’s Ditch ähnlich wie beim Vorgängeralbum Peace and Love, fast völlig auf diese verzichtet.
Mehrere Songs des Albums haben, in musikalischer oder textlicher Hinsicht, asiatische Themen, zum Beispiel Summer in Siam, The House of Gods und Sayonara, obwohl nur Letzterer eindeutige asiatische Einflüsse aufweist. Lorca’s Novena erzählt von der Ermordung des spanischen Poeten Federico García Lorca durch die nationalistischen Unterstützer Francisco Francos während des spanischen Bürgerkriegs. Lorcas Leiche wurde nie gefunden, es hieß, sie sei nach Lorcas Tod weggelaufen.
The Wake of the Medusa ist eine Erzählung in der ersten Person, die von Théodore Géricaults Gemälde Das Floß der Medusa inspiriert wurde. Dasselbe Gemälde wurde auch als Vorlage für das Cover des Albums Rum, Sodomy & The Lash verwendet.
Das Titellied, Hell’s Ditch, basiert großteils auf dem Leben des französischen Romanautors, Poeten und Dramatikers Jean Genet, insbesondere auf den Büchern Miracle de la rose und Notre Dame des Fleurs, die das schmutzige Gefängnisleben beschreiben.
Als Produzent war Joe Strummer, der ehemalige Sänger von The Clash, tätig, der später Shane MacGowan für einige Tourneen ersetzte. MacGowan wurde im Jahr 1991 wegen seines übermäßigen Alkohol- und Drogenkonsums aus der Band geworfen, nachdem er bei einem Konzert in Tokio zusammengebrochen war.

## Titelliste
1. Sunny Side of the Street (Shane MacGowan, Jem Finer) – 2:44
2. Sayonara (MacGowan) – 3:07
3. The Ghost of a Smile (MacGowan) – 2:58
4. Hell’s Ditch (MacGowan, Finer) – 3:03
5. Lorca’s Novena (MacGowan) – 4:40
6. Summer in Siam (MacGowan) – 4:06
7. Rain Street (MacGowan) – 4:00
8. Rainbow Man (Terry Woods) – 2:46
9. The Wake of the Medusa (Finer) – 3:04
10. The House of Gods (MacGowan) – 3:46
11. 5 Green Queens & Jean (MacGowan, Finer) – 2:35
12. Maidrin Rua (Traditional) – 1:47
13. Six to Go (Woods) – 2:58

### Wiederveröffentlichung aus dem Jahr 2005
1. Sunny Side of the Street (Shane MacGowan, Jem Finer) – 2:44
2. Sayonara (MacGowan) – 3:07
3. The Ghost of a Smile (MacGowan) – 2:58
4. Hell’s Ditch (MacGowan, Finer) – 3:03
5. Lorca’s Novena (MacGowan) – 4:40
6. Summer in Siam (MacGowan) – 4:06
7. Rain Street (MacGowan) – 4:00
8. Rainbow Man (Terry Woods) – 2:46
9. The Wake of the Medusa (Finer) – 3:04
10. The House of Gods (MacGowan) – 3:46
11. 5 Green Queens & Jean (MacGowan, Finer) – 2:35
12. Maidrin Rua (Traditional) – 1:47
13. Six to Go (Woods) – 2:58
14. Whiskey in the Jar (Traditional) – 2:41
15. The Bastard Landlord (Finer) – 3:09
16. Infinity (MacGowan) – 2:48
17. The Curse of Love (Finer) – 2:43
18. Squid out of Water (MacGowan) – 3:47
19. Jack’s Heroes (Woods, Spider Stacy) – 3:06
20. A Rainy Night in Soho (1991 Version) (MacGowan) – 4:48

## Demos zuHell’s Ditch
Die Demoaufnahmen zu Hell’s Ditch (besser bekannt als die Falconer-Demos, benannt nach dem Studio, in dem die Songs aufgenommen wurden) wurden vor dem eigentlichen Album aufgenommen. Murder Ska und Redemption Song sind beides unveröffentlichte Stücke, die mit Spider Stacy als Leadsänger aufgenommen wurden. Victoria und Lust for Vomit sind Instrumentalversionen von Songs, die später auf MacGowans erstem Soloalbum The Snake, dass er zusammen mit den Popes aufnahm, erschienen. Lust for Vomit wurde in A Mexican Funeral in Paris umbenannt. NW3 ist eine Frühversion des auf MacGowans zweitem Soloalbum The Crock of Gold erschienenen Mother Mo Chroi („Mutter meines Herzens“).
NW3 und Murder Ska wurden live bereits 1988 gespielt, aber vor den Sessions im Falconer-Studio nicht aufgenommen. Eine Studioversion von NW3 sollte ursprünglich auf Hell’s Ditch erscheinen, jedoch war MacGowan nicht imstande, eine annehmbare Gesangsleistung zu bringen, womit der Song ein unfertiges Instrumentalstück blieb.
Die Falconer-Demos sind weitgehend im Internet zu erhalten, und illegale Kopien tauchen gelegentlich auf der Auktionsplattform eBay auf. Außerdem wurden die Songs 2008 auf dem Just Look Them Straight in the Eye and Say… POGUE MAHONE veröffentlicht.

### Liste der Demos
1. Murder Ska
2. Ghost of a Smile
3. Bastard Landlord
4. Summer in Siam
5. Wake of the Medusa
6. NW3
7. Victoria
8. Redemption Song
9. Lust for Vomit
10. Five Green Queens & Jean

## Rezeption
| Medium   | Rating                                                              | Kritiker    |
| -------- | ------------------------------------------------------------------- | ----------- |
| Allmusic | Sternsymbol · Sternsymbol · Sternsymbol · Sternsymbol · Sternsymbol | Mark Deming |

Mark Deming vom Allmusic Guide schrieb in seiner Rezension:

“(…) If there wasn’t anything as manic as the high points of Rum Sodomy & the Lash or If I Should Fall from Grace with God, these sessions reveal the Pogues had found their feet and were sounding like a band again (…). MacGowan’s songwriting still hadn’t regained the fire and acidity that made the group’s first three albums so powerful, and Terry Woods and Jem Finer don’t quite pick up the slack.”

„(…) Wenn es so etwas manisches wie die Höhepunkte von Rum, Sodomy & The Lash oder If I Should Fall from Grace with God nicht gegeben hätte, würden diese Sessions zeigen, dass die Pogues wieder festen Boden unter ihren Füßen gefunden haben und wieder wie eine Band klingen würden (…). MacGowans Songwriting hatte immer noch nicht das Feuer und die Säure, die die Ersten drei Alben der Band so kraftstrotzend gemacht hatten, wiedergewonnen, und Terry Woods und Jem Finer können dies auch nicht ausgleichen.“

Deming bewertete das Album mit drei von fünf Sternen.